# George Findlay
George David Camille Findlay (Paramaribo, 21 maart 1955) is een Surinaams journalist. Hij is hoofdredacteur van het dagblad De West.

## Biografie
Zijn vader, David Findlay, eigenaar van het dagblad De West, werkte met een gedateerde drukkerij en was medio jaren 1970 van plan om over te schakelen naar offsetrotatie. Zoon George ging daarom na de middelbare school naar Amsterdam om daar dat vak te leren. Vanaf oktober 1977 paste hij zijn nieuwe kennis toe in het bedrijf van zijn vader.
Tweeënhalf jaar later werd hij een directe getuige van de staatsgreep van 25 februari 1980 die de democratisch gekozen regering onder premier Henck Arron omverwierp. Op de eerste dag werd De West door de militairen aangevallen. De administratie werd door een granaat weggevaagd en de dure nieuwe drukmachine door een granaat beschadigd. Een emaille bord werd doorzeefd met kogels en kogelgaten herinnerden nog jarenlang aan de aanval. Sergeant Ewoud Leefland, later vermoord tijdens de Binnenlandse Oorlog (1986-1992), haalde dreigend een pin uit een handgranaat en stopte hem daarna terug.
De West werd de dag erna meteen weer uitgebracht en de staatsgreep werd omschreven als muiterij. Nog dezelfde vooravond werd er opnieuw op het gebouw geschoten. De redactie werd daarna opgeroepen door sergeant Zinhagel, de perschef van de militairen. Hier kregen ze te horen dat alle berichten voortaan eerst door het leger gecontroleerd zouden worden. De censuur was daarmee sinds de start van de militaire dictatuur gevestigd. "Die hele zogenaamde revolutie van 1980 was gewoon een staatsgreep en daarna was het een kasgreep en toen hebben ze de hele zaak leeggeplunderd," zo uitte Findlay zijn boosheid nog tijdens een interview in 2017.
Op 6 april 1982 overleed zijn vader en aan het eind van het jaar vonden de Decembermoorden plaats. De militairen sloten het dagblad omdat ze het te kritisch vonden. Begin 1983 bevond hij zich in Belém in Brazilië en hoorde hij dat Roy Horb zich had opgehangen in zijn cel. Findlay geloofde dat niet en overwoog om niet terug te reizen met zijn negentienjarige vrouw. Dat hij dat toch deed was omdat hij niet wilde dat het levenswerk van zijn vader teniet gedaan zou worden door de militairen. De sluiting werd met moeite overbrugd met een beetje drukwerk voor bedrijven. De persen konden vanaf mei 1984 weer rollen, maar de censuur bleef van kracht middels een perscode van premier Wim Udenhout. De dreiging kwam echter niet alleen door militaire repressie, maar ook door de toenemende rol van Surinamers in de drugshandel. De persvrijheid keerde pas weer redelijk terug tijdens het eerste kabinet Venetiaan (1991-1996). Echte persvrijheid is er volgens Findlay echter nooit meer geweest.
Zelf hield hij zich aanvankelijk bezig met het grafische werk. Vanaf 1985 is hij steeds meer gaan schrijven, terwijl hoofdredacteur Renwick Hofwijk zijn teksten bijschaafde. In 2017 werkten 22 mensen voor de krant.
Zijn leven lang bleef hij verbolgen over de sluiting van zijn krant tijdens de dictatuur en dagelijks schrijft hij een paginagroot commentaar waarin hij van leer trekt. Als gevolg hiervan werden journalisten van De West tijdens de regeringen van president Bouterse (2010-2020) voor belangrijke persconferenties vaak niet uitgenodigd en moesten ze het doen met kennis uit tweede hand. Bij hele scherpe berichten in de krant werd uit veiligheidsoverwegingen de naam van de journalist weggelaten. Twee maal werd een rechtszaak tegen Findlay aangespannen, in 2003 en 2007. In 2003 omdat hij de Deviezencommissie had beschuldigd van corruptie, zonder daar een bewijs voor te leveren. Op eigen initiatief werd een rectificatie in De West geplaatst. De rechter oordeelde echter dat de rectificatie in De Ware Tijd geplaatst moest worden. Die krant weigerde de plaatsing waardoor het vonnis niet uitgevoerd kon worden.
Op 16 oktober 2009 werd hij onderscheiden als commandeur in de Ereorde van de Palm. Andere medewerkers werden onderscheiden als ridder. President Ronald Venetiaan loofde de krant voor het doorstaan van de dictatuur en meerdere economische crises en complimenteerde Findlay De West overeind te hebben gehouden als avondblad.